# 不恰當的影響力
不恰當的影響力（英語：undue influence）是英國等地合約法的一個名詞，它可以引起別人質疑有關的法律文件，例如合同、遺囑等在受到不恰當的影響力之下簽署。 若果証明某法律文件內存有「不恰當的影響力」之質疑，可能令此文件的法律效力可以宣告無效，無法律約束力，可以不必執行。

## 不恰當的影響力之個案
- 家長命令孩子，後者出於孝道之心。
- 律師誤導客人，後者相信此律師是專業人士。
- 醫生要求病人，後者為求康復。
- 教授指示學生，後者出於尊崇之心。
- 高僧引導門徒，簽署遺囑只為祈福儀式，儀式之後可以取消該「遺囑」。不過，該門徒不久去世，法師其後申報認領遺產。